# Teoría atómica

El modelo teórico actual del átomo implica un núcleo denso rodeado por una «nube» probabilista de electrones.

En química y física, la teoría atómica es una teoría científica sobre la naturaleza de la materia que sostiene que está compuesta de unidades discretas llamadas átomos. Empezó como concepto filosófico en la Antigua Grecia y logró ampliar aceptación científica a principios del siglo XIX cuando los descubrimientos en el campo de la química demostraron que la materia realmente se comportaba como si estuviese hecha de átomos.
La palabra átomo proviene del adjetivo en griego antiguo átomos, que significa «indivisible». Los químicos del siglo XIX empezaron a utilizar el término en relación con el número creciente de elementos químicos irreducibles. Cerca del cambio al siguiente siglo, a través de varios experimentos con electromagnetismo y radiactividad, los físicos descubrieron que los «átomos indivisibles» eran de hecho un conglomerado de varias partículas subatómicas (principalmente, electrones, protones y neutrones), las que pueden existir separadas unas de otras. De hecho, en ciertos entornos extremos, como las estrellas de neutrones, la presión y la temperatura extremas impiden que los átomos puedan existir en absoluto.
Ya que se descubrió que los átomos podían dividirse, los físicos inventaron el término «partículas elementales» para describir las partes «indivisibles», aunque no indestructibles, de un átomo. El campo de ciencia que estudia las partículas subatómicas es la física de partículas y es en este campo donde los físicos esperan descubrir la auténtica naturaleza fundamental de la materia.

## Atomismo filosófico
La idea de que la materia está hecha de unidades discretas es una muy antigua y surge en muchas culturas antiguas como Grecia (Demócrito, Leucipo de Mileto), Roma (Lucrecio) e India (los jainistas, los Ajivika y los Cārvāka; también las escuelas Nyaya y Vaisheshika). No obstante, estas ideas estuvieron fundadas en el razonamiento filosófico y teológico más que en la evidencia y la experimentación.  Debido a ello, no podían convencer a todos y el atomismo era una entre varias teorías rivales sobre la naturaleza de materia. No fue hasta el siglo XIX cuando los científicos abrazaron y refinaron la idea, ya que la floreciente ciencia de la química produjeron descubrimientos que podían explicarse fácilmente utilizando el concepto del átomo. También, resalta la influencia del científico serbio Ruđer Bošković (1711-1787), primero en bosquejar una teoría atómica moderna de fundamento newtoniano que establece fuerzas de cohesión y de repulsión.

## Dalton
Cerca del fin del siglo XVIII dos leyes sobre reacciones químicas emergieron sin referirse a la idea de una teoría atómica. La primera era la Ley de conservación de la masa, formulada por Antoine Lavoisier en 1789, la cual declara que la masa total permanece constante tras una reacción química (es decir, los reactantes tienen la misma masa que los productos). La segunda era la Ley de las proporciones constantes. Probada originalmente por el farmacéutico francés Joseph Louis Proust en 1799, esta ley declara que si se descompone un compuesto en sus elementos constituyentes, entonces las masas de los elementos siempre tendrán las mismas proporciones, sin importar la cantidad o fuente de la sustancia original.
John Dalton estudió y expandió este trabajo previo y desarrolló la ley de las proporciones múltiples: si dos elementos pueden combinarse para formar una cantidad de compuestos posibles, entonces las proporciones de las masas del segundo elemento que se combinan con una masa fija del primer elemento serán proporciones de números enteros pequeños. Por ejemplo: Proust había estudiado óxidos de estaño y descubrió que sus masas eran 88.1 % estaño y 11.9 % oxígeno o 78.7 % estaño y 21.3 % oxígeno (estos eran óxido de estaño (II) y dióxido de estaño respectivamente). Dalton notó en estos porcentajes que 100 g de estaño se combinará con 13,5 g o 27 g de oxígeno; 13,5 y 27 forman una proporción de 1:2. Dalton descubrió que una teoría atómica de la materia podría explicar elegantemente este patrón común en la química. En el caso de los óxidos de estaño de Proust, un átomo de estaño se combinará con uno o dos átomos de oxígeno.
Dalton también creía que la teoría atómica podía explicar por qué el agua absorbe gases diferentes en proporciones diferentes. Por ejemplo, descubrió que el agua absorbe dióxido de carbono mucho mejor que el nitrógeno. Dalton hipotetizó que este se debió a las diferencias en masa y complejidad de las partículas de los gases respectivos. Ciertamente, las moléculas de dióxido de carbono (CO2) son más pesadas y grandes que las moléculas de nitrógeno (N2).
Propuso que cada elemento químico está compuesto de átomos de un solo tipo solo y aunque estos no pueden ser alterados o destruidos por medios químicos, pueden combinarse para formar estructuras más complejas (compuestos químicos). Esto marca la primera teoría verdaderamente científica del átomo, ya que Dalton logró sus conclusiones por experimentación y examen de los resultados de forma empírica.

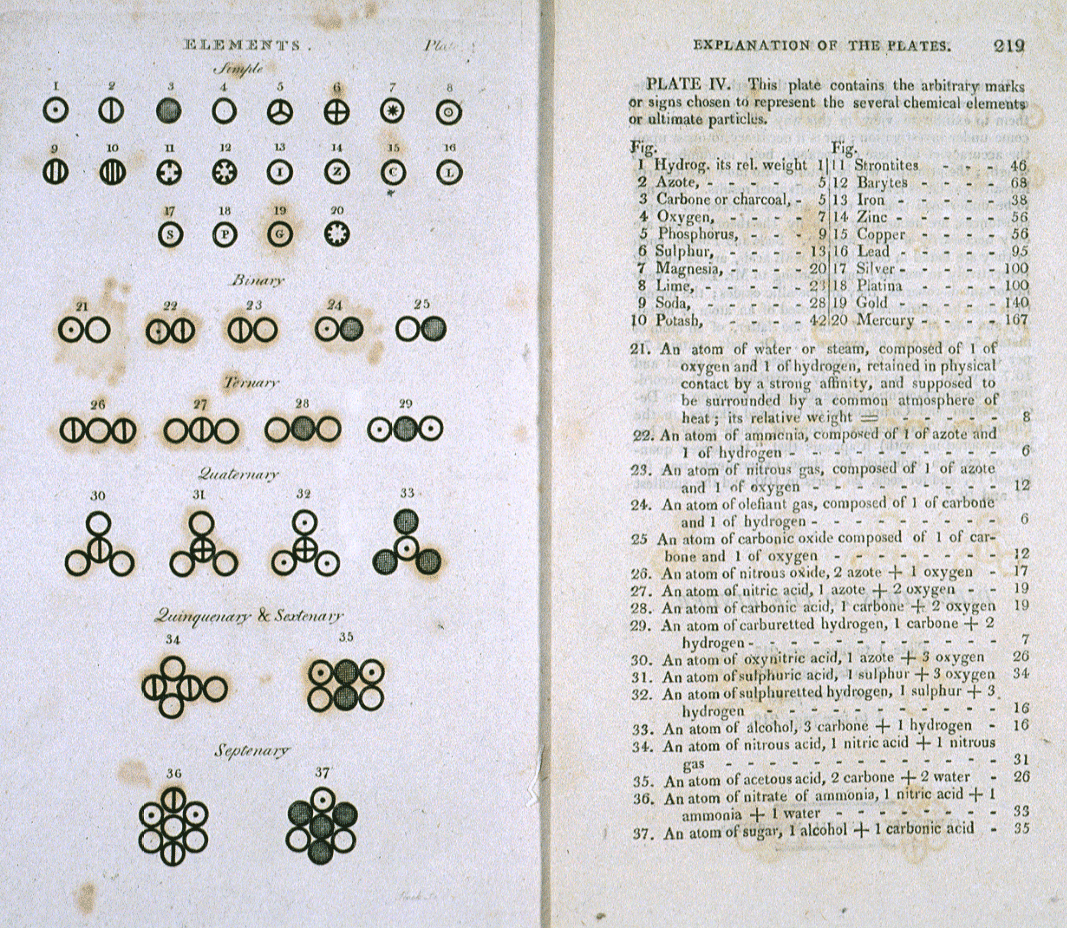
Representación de varios átomos y moléculas en Un Nuevo Sistema de Filosofía Química (1808) de John Dalton.

En 1803 presentó su primera lista de pesos atómicos relativos para un número de sustancias. Este artículo se publicó en 1805, pero en él Dalton no analizó exactamente cómo obtuvo esas cifras. El método fue revelado en 1807 por su conocido Thomas Thomson, en la tercera edición del libro de Thomson, Un Sistema de Química. Finalmente, Dalton publicó una explicación completa en su propio texto, Un Nuevo Sistema de Filosofía Química (1808 y 1810).
Dalton estimó los pesos atómicos según las proporciones de masa en que se combinan, tomando al átomo de hidrógeno como unidad. Sin embargo, Dalton no concibió que algunos elementos existan en estado molecular: por ejemplo el oxígeno puro existe como O2. También creyó erróneamente que el compuesto más sencillo entre dos elementos cualesquiera es siempre un átomo de cada uno (así que pensó que el agua era HO, no H2O). Esto, sumado a la crudeza de su equipamiento, malogró sus resultados. Por ejemplo, en 1803 creía que los átomos de oxígeno eran 5,5 veces más pesados que los átomos de hidrógeno, porque en el agua midió 5,5 gramos de oxígeno por cada gramo de hidrógeno y creía que la fórmula para el agua era HO. Con datos mejores, en 1806 concluyó que el peso atómico del oxígeno de hecho debía ser 7 en vez de 5,5, y mantuvo este peso por el resto de su vida. Otros en estos tiempos ya habían concluido que el átomo de oxígeno tiene que pesar 8 átomos de hidrógeno si uno supone la fórmula de Dalton para la molécula de agua (HO), o 16 si uno supone la fórmula moderna (H2O).

## Avogadro
El defecto en la teoría de Dalton fue corregido en principio en 1811 por Amedeo Avogadro. Avogadro había propuesto que volúmenes iguales de dos gases cualesquiera, en presión y temperatura iguales, contienen números iguales de moléculas (en otras palabras, la masa de las partículas de un gas no afecta el volumen que ocupa). La ley de Avogadro le permitió deducir la naturaleza diatómica de numerosos gases al estudiar los volúmenes en los que reaccionan. Por ejemplo: ya que dos litros de hidrógeno reaccionarán con un único litro de oxígeno para producir dos litros de vapor de agua (en temperatura y presión constantes), significa que una sola molécula de oxígeno se divide en dos para formar dos partículas de agua. De este modo Avogadro fue capaz de ofrecer estimaciones más precisas de la masa atómica del oxígeno y varios otros elementos e hizo una distinción clara entre moléculas y átomos.

## Movimiento browniano
En 1827, el botánico británico Robert Brown observó que las partículas de polvo dentro de los granos de polen que flotan en el agua constantemente vibran sin razón aparente. En 1905, Albert Einstein teorizó que este movimiento browniano era causado por el continuo golpeteo de las moléculas de agua y desarrolló un modelo matemático para describirlo. En 1908 el físico francés Jean Perrin la validó experimentalmente, lo que proveyó de validación adicional a la teoría particular (y por extensión a la teoría atómica).

## Descubrimiento de las partículas subatómicas

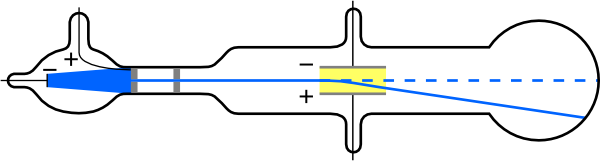
El tubo de rayos catódicos de Thomson, en el que observó la desviación de los rayos catódicos por un campo eléctrico.

Hasta 1897, se creía que los átomos eran la división más pequeña de la materia, cuando J. J. Thomson descubrió el electrón mediante su experimento con el tubo de rayos catódicos. El tubo de rayos catódicos que usó Thomson era un recipiente cerrado de vidrio, en el cual los dos electrodos estaban separados por un vacío. Cuando se aplica una diferencia de tensión a los electrodos, se generan rayos catódicos, que crean un resplandor fosforescente cuando chocan con el extremo opuesto del tubo de cristal. Mediante la experimentación, Thomson descubrió que los rayos se desviaban al aplicar un campo eléctrico (además de desviarse con los campos magnéticos, cosa que ya se sabía). Afirmó que estos rayos, más que ondas, estaban compuestos por partículas cargadas negativamente a las que llamó «corpúsculos» (más tarde, otros científicos las rebautizarían como electrones).
Thomson creía que los corpúsculos surgían de los átomos del electrodo. De esta forma, estipuló que los átomos eran divisibles, y que los corpúsculos eran sus componentes. Para explicar la carga neutra del átomo, propuso que los corpúsculos se distribuían en estructuras anilladas dentro de una nube positiva uniforme; este era el modelo atómico de Thomson o «modelo del plum cake».
Ya que se vio que los átomos eran realmente divisibles, los físicos inventaron más tarde el término «partículas elementales» para designar a las partículas indivisibles.

## Descubrimiento del núcleo

Experimento de la lámina de oro
Arriba: Resultados esperados: las partículas alfa pasan sin problemas por el modelo atómico de Thomson.
Abajo: Resultados observados: una pequeña parte de las partículas se desvía, lo que revela la existencia de un lugar en el átomo donde se concentra la carga positiva.

El modelo atómico de Thomson fue refutado en 1909 por uno de sus estudiantes, Ernest Rutherford, quien descubrió que la mayor parte de la masa y de la carga positiva de un átomo estaba concentrada en una fracción muy pequeña de su volumen, que suponía que estaba en el mismo centro.
En su experimento, Hans Geiger y Ernest Marsden bombardearon partículas alfa a través de una fina lámina de oro (que chocarían con una pantalla fluorescente que habían colocado rodeando la lámina). Dada la mínima como masa de los electrones, la elevada masa y momento de las partículas alfa y la distribución uniforme de la carga positiva del modelo de Thomson, estos científicos esperaban que todas las partículas alfa atravesasen la lámina de oro sin desviarse, o por el contrario, que fuesen absorbidas. Para su asombro, una pequeña fracción de las partículas alfa sufrió una fuerte desviación. Esto indujo a Rutherford a proponer el modelo planetario del átomo, en el que los electrones orbitaban en el espacio alrededor de un gran núcleo compacto, a semejanza de los planetas y el Sol.

## Descubrimiento de los isótopos
En 1913, Thomson canalizó una corriente de iones de neón a través de campos magnéticos y eléctricos, hasta chocar con una placa fotográfica que había colocado al otro lado. Observó dos zonas incandescentes en la placa, que revelaban dos trayectorias de desviación diferentes. Thomson concluyó que esto era porque algunos de los iones de neón tenían diferentes masas; así fue como descubrió la existencia de los isótopos.

## Descubrimiento del neutrón
En 1918, Rutherford logró partir el núcleo del átomo al bombardear gas nitrógeno con partículas alfa, y observó que el gas emitía núcleos de hidrógeno. Rutherford concluyó que los núcleos de hidrógeno procedían de los núcleos de los mismos átomos de nitrógeno. Más tarde descubrió que la carga positiva de cualquier átomo equivalía siempre a un número entero de núcleos de hidrógeno. Esto, junto con el hecho de que el hidrógeno —el elemento más ligero— tenía una masa atómica de 1, le llevó a afirmar que los núcleos de hidrógeno eran partículas singulares, constituyentes básicos de todos los núcleos atómicos: se había descubierto el protón. Un experimento posterior de Rutherford mostró que la masa nuclear de la mayoría de los átomos superaba a la de los protones que tenía. Por tanto, postuló la existencia de partículas sin carga, hasta entonces desconocidas más tarde llamadas neutrones, de donde provendría este exceso de masa.
En 1928, Walther Bothe observó que el berilio emitía una radiación eléctricamente neutra cuando se le bombardeaba con partículas alfa. En 1932, James Chadwick expuso diversos elementos a esta radiación y dedujo que esta estaba compuesta por partículas eléctricamente neutras con una masa similar la de un protón. Chadwick llamó a estas partículas «neutrones».

## Modelos cuánticos del átomo
El modelo planetario del átomo tenía sus defectos. En primer lugar, según la fórmula de Larmor del electromagnetismo clásico, una carga eléctrica en aceleración emite ondas electromagnéticas, y una carga en órbita iría perdiendo energía y describiría una espiral hasta acabar cayendo en el núcleo. Otro fenómeno que el modelo no explicaba era por qué los átomos excitados solo emiten luz con ciertos espectros discretos.

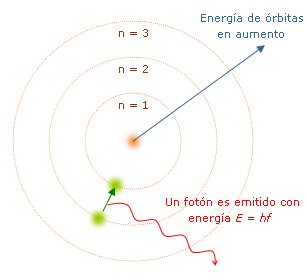
El modelo de Bohr.

La teoría cuántica revolucionó la física de comienzos del siglo XX, cuando Max Planck y Albert Einstein postularon que se emite o absorbe una leve cantidad de energía en cantidades fijas llamadas cuantos. En 1913, Niels Bohr incorporó esta idea a su modelo atómico, en el que los electrones solo podrían orbitar alrededor del núcleo en órbitas circulares determinadas, con una energía y un momento angular fijos, y siendo proporcionales las distancias del núcleo a los respectivos niveles de energía. Según este modelo, los átomos no podrían describir espirales hacia el núcleo porque no podrían perder energía de manera continua; en cambio, solo podrían realizar «saltos cuánticos» instantáneos entre los niveles fijos de energía. Cuando esto ocurre, el átomo absorbe o emite luz a una frecuencia proporcional a la diferencia de energía (y de ahí la absorción y emisión de luz en los espectros discretos).Arnold Sommerfeld amplió el átomo de Bohr en 1916 para incluir órbitas elípticas, utilizando una cuantificación de momento generalizado.
El modelo de Bohr-Sommerfeld ad hoc era muy difícil de utilizar, pero a cambio hacía increíbles predicciones de acuerdo con ciertas propiedades espectrales. Sin embargo, era incapaz de explicar los átomos multielectrónicos, predecir la tasa de transición o describir las estructuras finas e hiperfinas.
En 1924, Louis de Broglie propuso que todos los objetos —particularmente las partículas subatómicas, como los electrones— podían tener propiedades de ondas. Erwin Schrödinger, fascinado por esta idea, investigó si el movimiento de un electrón en un átomo se podría explicar mejor como onda que como partícula. La ecuación de Schrödinger, publicada en 1926, describe al electrón como una función de onda en lugar de como una partícula, y predijo muchos de los fenómenos espectrales que el modelo de Bohr no podía explicar. Aunque este concepto era matemáticamente correcto, era difícil de visualizar, y tuvo sus detractores. Uno de sus críticos, Max Born, dijo que la función de onda de Schrödinger no describía el electrón, pero sí a muchos de sus posibles estados, y de esta forma se podría usar para calcular la probabilidad de encontrar un electrón en cualquier posición dada alrededor del núcleo.
En 1927, Werner Heisenberg indicó que, puesto que una función de onda está determinada por el tiempo y la posición, es imposible obtener simultáneamente valores precisos tanto para la posición como para el momento de la partícula para cualquier punto dado en el tiempo. Este principio fue conocido como principio de incertidumbre de Heisenberg.
Este nuevo enfoque invalidaba por completo el modelo de Bohr, con sus órbitas circulares claramente definidas. El modelo moderno del átomo describe las posiciones de los electrones en un átomo en términos de probabilidades. Un electrón se puede encontrar potencialmente a cualquier distancia del núcleo, pero —dependiendo de su nivel de energía— tiende a estar con más frecuencia en ciertas regiones alrededor del núcleo que en otras; estas zonas son conocidas como orbitales atómicos.

## Importancia
La importancia de esta teoría no puede ser exagerada. Se ha dicho (por ejemplo el premio Nobel Richard Feynman) que la teoría atómica es la teoría más importante en la historia de la ciencia.[cita requerida] Esto se debe a las implicaciones que ha tenido, tanto para la ciencia básica como por las aplicaciones que se han derivado de ella.
Toda la química y bioquímica modernas se basan en la teoría de que la materia está compuesta de átomos de diferentes elementos, que no pueden transmutarse por métodos químicos. Por su parte, la química ha permitido el desarrollo de la industria farmacéutica, petroquímica, de abonos, el desarrollo de nuevos materiales, incluidos los semiconductores, y otros avances.